# Chrysopelea
Rắn bay (Danh pháp khoa học: Chrysopelea) là một chi rắn trong phân họ Ahaetuliinae họ Colubridae, gồm một nhóm rắn sống trên cây từ Đông Nam Á (ba nước Đông Dương: Việt Nam, Lào, Campuchia) tới Nam Á. Chúng có thể bay từ cây này sang cây khác với khoảng cách tối thiểu 24 m. Chúng là những con rắn có khả năng phi thân chuyền cành từ cây này sang cây khác một cách thành thục.

## Đặc điểm
Những cử động mà rắn thực hiện trong quá trình bay phức tạp, khi bay phần đầu của rắn dường như không cử động, cơ thể rắn dẹt đến mức tối đa, đồng thời uốn lượn như khi bò trên mặt đất. Tốc độ bay của rắn khá nhanh, dao động từ 8 tới 10 m mỗi giây.
Cơ thể chúng không nằm theo chiều ngang mà nghiêng khoảng 25 độ so với luồng không khí. Nửa trước của thân rắn hầu như không cử động nhưng vẫn uốn lượn sang hai bên. Trong khi đó, phần đuôi di chuyển lên và xuống. Và dù những con rắn bay xuống đất, tổng ngoại lực tác động lên cơ thể chúng lại có hướng đi lên.
Các con rắn bay này cũng có một ít nọc độc, mặc dù vậy lượng nọc rắn khá nhỏ và thông thường chỉ đủ gây nguy hiểm cho những con mồi cỡ nhỏ mà không gây nguy hiểm quá lớn cho con người. Con mồi thông thường của chúng là các loài gặm nhấm nhỏ, thằn lằn, ếch nhái, chim nhỏ và dơi.

## Các loài
Chi này gồm có các loài sau đây:
- Chrysopelea ornata - rắn cườm.
- Chrysopelea paradisi
- Chrysopelea pelias
- Chrysopelea rhodopleuron
- Chrysopelea taprobanica